# Teufen
Teufen es una comuna suiza del cantón de Appenzell Rodas Exteriores, hizo parte del extinto distrito Mittelland. Limita al norte con la ciudad de San Galo (SG), al este con la comuna de Speicher, al sureste con Bühler, al sur con Schlatt-Haslen (AI), y al oeste con Stein.
La lengua oficial de la comuna es el alemán. La comuna está compuesta por las localidades de Haag, Lustmühle y Niederteufen

## Historia
El nombre Teufen aparece por primera vez en 1272 como Tiuffen. En el año 1300 se contaban en Teufen 5 granjas.
En 1377 los ciudadanos de Appenzell, Urnäsch, Teufen y Gais deciden unirse con la permisión del Abad de la Unión de ciudades de los Suabos. Para Teufen que no tenía ningún funcionario público, esa fue una solución pues un funcionario de Appenzell pasó a controlar el pueblo.
El oso fue adoptado como animal de las cuatro comunas y aún hoy el escudo de la comuna incluye un oso.
En la Landsgemeinde (asamblea municipal) de 1525 en la época en que la reforma comenzó a expandirse por el territorio suizo, se hizo una votación en la cual los ciudadanos de Teufen decidieron adoptar las nuevas creencias pregonadas por la naciente iglesia refomista; a partir de ese momento los altares y las imágenes en las iglesias fueron suprimidos.
Durante la República Helvética, Teufen fue la capital de un distrito de igual nombre del extinto cantón de Säntis. En el siglo XIX una escuela fue construida y ofrecida a la administración cantonal como sede del gobierno, pero la Landsgemeinde escogió a Trogen como capital en vez de Teufen. Aun así el municipio se convirtió en la sede de la armada cantonal unos años más tarde.

## Economía
Durante los años 80’s del siglo XIX la localidad vivió su gran época de oro, durante la cual los textiles fueron los mayores ocupadores de la mano de obra; a finales de 1890 la gran crisis textilera Suiza hizo que la economía local se viniera a pique y que la localidad tuviera que cambiar de actividad.